# Lijst van vicarissen-generaal voor Vaticaanstad

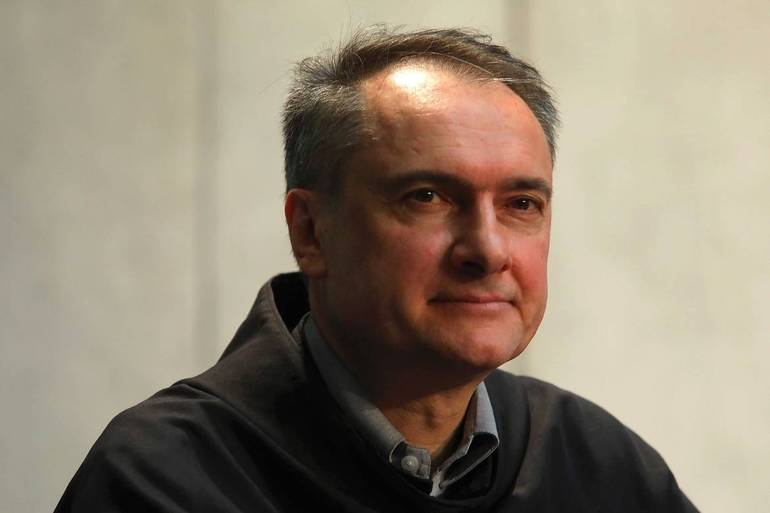
Mauro Gambetti, vicaris-generaal voor Vaticaanstad sinds 2021

Onderstaand volgt een lijst van vicarissen-generaal voor Vaticaanstad, een functie in het bisdom Rome.
| Vicaris-generaal voor Vaticaanstad | Vicaris-generaal voor Vaticaanstad |
| ---------------------------------- | ---------------------------------- |
| 1929–1937                          | Agostino Zampini O.S.A             |
| 1937–1950                          | Alfonso Camillo De Romanis         |
| 1951–1991                          | Petrus Canisius van Lierde O.S.A   |
| 1991                               | Aurelio Sabattani                  |
| 1991–2002                          | Virgilio Noè                       |
| 2002–2005                          | Francesco Marchisano               |
| 2005–2021                          | Angelo Comastri                    |
| 2021-heden                         | Mauro Gambetti O.F.M. Conv.        |